# Plato (Misuri)
Plato es una villa ubicada en el condado de Texas en el estado estadounidense de Misuri. En el Censo de 2010 tenía una población de 109 habitantes y una densidad poblacional de 111,63 personas por km².

## Geografía
Plato se encuentra ubicada en las coordenadas 37°30′6″N 92°13′6″O / 37.50167, -92.21833. Según la Oficina del Censo de los Estados Unidos, Plato tiene una superficie total de 0.98 km², de la cual 0.97 km² corresponden a tierra firme y (0.53%) 0.01 km² es agua.

## Demografía
Según el censo de 2010, había 109 personas residiendo en Plato. La densidad de población era de 111,63 hab./km². De los 109 habitantes, Plato estaba compuesto por el 95.41% blancos, el 1.83% eran afroamericanos, el 1.83% eran amerindios, el 0% eran asiáticos, el 0% eran isleños del Pacífico, el 0.92% eran de otras razas y el 0% pertenecían a dos o más razas. Del total de la población el 4.59% eran hispanos o latinos de cualquier raza.